# گوما (آبخاز)
گوما (به لاتین: Guma) یک منطقهٔ مسکونی در گرجستان است که در شهرستان سوخومی واقع شده‌است. گوما ۱۰۴ نفر جمعیت دارد و ۳۸۰ متر بالاتر از سطح دریا واقع شده‌است.